# Alsace Golf Club
De Alsace Golf Club is een golfclub in Rouffach, in de Elzas in Frankrijk.
De 18-holes golfbaan is aangelegd op een vrij vlak terrein waarin zich meerdere waterhindernissen bevinden. Het clubhuis is in een oude watermolen, de 'Moulin de Biltzheim'. Er zijn ook drie oefenholes (par 10).